# Cheilanthoideae
Cheilanthoideae es una de las cinco subfamilias de la familia de helechos Pteridaceae. Esta subfamilia contiene 20 géneros y 400 especies.

## Taxonomía
El siguiente diograma, muestra la relación entre Cheilanthoideae y las otras subfamilias de  Pteridaceae.
|  | Ceratopteridoideae |
|  |                    |
|  | Pteridoideae       |
|  |                    |

|  | Vittarioideae   |
|  |                 |
|  | Cheilanthoideae |
|  |                 |

|  | Ceratopteridoideae |
|  |                    |
|  | Pteridoideae       |
|  |                    |

|  | Vittarioideae   |
|  |                 |
|  | Cheilanthoideae |
|  |                 |

|  | Ceratopteridoideae |
|  |                    |
|  | Pteridoideae       |
|  |                    |

|  | Vittarioideae   |
|  |                 |
|  | Cheilanthoideae |
|  |                 |

|  | Ceratopteridoideae |
|  |                    |
|  | Pteridoideae       |
|  |                    |

|  | Vittarioideae   |
|  |                 |
|  | Cheilanthoideae |
|  |                 |

## Géneros
- Adiantopsis Fée 1852
- Aleuritopteris Fée 1852
- Argyrochosma (J.Sm.) Windham 1987
- Aspidotis (Nutt. ex Hooker) Copel. 1947
- Astrolepis D.M.Benham & Windham 1992
- Bommeria E.Fourn. in Baillon 1914
- Calciphilopteris Yesilyurt & H.Schneid. 2010
- Cassebeera Kaulf. 1824
- Cheilanthes Sw. 1806 (nom. cons.)
- Cheiloplecton Fée 1857
- Doryopteris J.Sm. 1841 (nom. cons.)
- Hemionitis L. 1753
- Mildella Trev. 1877
- Notholaena R.Br. 1810
- Paraceterach Copel. 1947
- Paragymnopteris K.H.Shing 1993
- Pellaea Link 1841 (nom. cons.)
- Pentagramma Yatsk., Windham & E.Wollenw. 1991
- Trachypteris André ex Christ. 1899
- Tryonella Pic.Serm. 1975